# Roscoe Dash
Roscoe Dash (eigentlich Jeffery Johnson, Jr.; * 2. April 1990 in Atlanta, Georgia) ist ein US-amerikanischer Rapper.

## Karriere
Roscoe Dash trat ursprünglich unter dem Namen ATL in Erscheinung. Sein Lied All the Way Turnt Up! wurde zunächst mit der Gruppe Travis Porter aufgenommen, mit der er befreundet war, und auf deren Mixtape I’m a Differenter veröffentlicht. Dort wurde er jedoch nur als Gastkünstler benannt. Travis Porter gaben an, dass es sich dabei um ein Versehen gehandelt habe.
Später nahm er das Lied mit Soulja Boy Tell ’Em erneut auf. Der Titel wurde zu einem Clubhit. Roscoe Dash unterschrieb einen Plattenvertrag bei Interscope und veröffentlichte das Album Ready Set Go. Seiner Auffassung nach waren die Arbeiten an der Platte noch nicht beendet, als sie in den Handel kam, so dass er die folgende EP J.U.I.C.E. als sein erstes Album betrachtet.

## Diskografie

### Alben
- 2010: Ready Set Go
- 2011: J.U.I.C.E. (EP)

### Singles
- 2010: All the Way Turnt Up! (feat. Soulja Boy Tell ’Em)
- 2010: Show Out
- 2010: My Own Step (feat. T-Pain & Fabo)
- 2011: Good Good Night

### Gastbeiträge
- 2010: No Hands (Waka Flocka Flame feat. Wale and Roscoe Dash; UK: Silber)
- 2011: Oh My (DJ Drama feat. Fabolous, Wiz Khalifa & Roscoe Dash)
- 2011: Haters (Tony Yayo feat. 50 Cent, Shawty Lo & Roscoe Dash)
- 2011: Let It Fly (Maino & Roscoe Dash)
- 2011: Marvin Gaye & Chardonnay (Big Sean feat. Kanye West & Roscoe Dash)
- 2013: So Many Girls (DJ Drama feat. Wale, Tyga & Roscoe Dash)